# Francisco de Vilaplana y Agulló
Francisco de Vilaplana y Agulló (o Francisco de Villaplana y Agulló, o Francesc de Vilaplana Agulló) (Copons, Noya o Anoya, 1597 - Perpiñán (España), 1649), señor de Balsareny de Segarra y de el Solar de Avall y castellano de Copons, actuó en nombre de su tío Pablo Claris (o Pau Claris) durante las negociaciones con la monarquía francesa en los meses previos a la invasión de Cataluña en la Guerra de los Segadores.
Hijo y heredero del caballero Antonio de Vilaplana y Seragut, fue condenado en 1620 a veinte años de reclusión en África por haber asesinado al baile (gobernador) de Copons. Su pena fue conmutada para que pudiera servir en la guerra de Flandes en 1634, pero se fugó cerca de Perpiñán.
Vilaplana era sobrino de Pablo Claris y, en nombre de este, traicionó a la corona española y emprendió las negociaciones con los franceses cuando Cataluña se rebeló contra el rey de España. En 1640 intervino, junto con Ramón de Guimerá y Francisco de Tamarit, en la negociación del Pacto de Céret. Este pacto establecía las bases de la ayuda militar francesa frente a la represión española. En diciembre, acompañó al representante francés, el barón de Espenan, a Barcelona y Tarragona. Cuando este huyó, reunió una pequeña fuerza de caballería en el Penedès para enfrentarse al ejército español del marqués de Los Vélez, que fracasó en la escaramuza del asalto al castillo de Montjuic (1641). Muerto Pablo Claris en 1641, siguió luchando en el Rosellón, pero luego abandonó todo cargo de responsabilidad. Murió en Perpiñán, entonces la capital del Rosellón, conquistada por los franceses el 9 de septiembre de 1642 y cedida a Francia por el Tratado de los Pirineos de 9 de noviembre de 1759.